# Harold Kroto
Harold Walter Kroto, né le 7 octobre 1939 à Wisbech, Cambridgeshire et mort le 30 avril 2016 à Lewes, Sussex de l'Est, est un chimiste britannique. Il est co-lauréat avec Robert Curl et Richard Smalley du prix Nobel de chimie en 1996 « pour la découverte des fullerènes ».
Il passe une grande partie de sa carrière à l'université du Sussex et, en 2010, travaille à l'université d'État de Floride.

## Biographie
Il naît à Wisbech dans le Cambridgeshire, son nom de baptême est Harold Krotoschiner, nom inhabituel d'origine silésienne. La famille de son père vient de Bojanowo en Pologne. Ses parents sont nés à Berlin mais émigrent en Grande-Bretagne dans les années 1930 pendant la montée du nazisme, son père étant juif.
Il est élevé à Bolton dans le Lancashire, il étudie à la Bolton School. En 1955, sa famille prend le nom de Kroto.
Enfant, il est fasciné par le Meccano. Kroto crédite le Meccano, entre autres choses, pour avoir développé les talents nécessaires à ses travaux de recherche scientifique. Il est élevé dans la religion juive mais il déclare que la religion n'a jamais eu de sens pour lui.
En 2010, il affirme avoir quatre religions : l'humanisme, l'athéisme, l'Amnesty Internationalisme et l'humourisme. Il développe son intérêt pour la chimie, la physique et les mathématiques au lycée, et, parce que son professeur de chimie durant ses deux dernières années de lycée devient professeur de chimie à l'université de Sheffield, il y entre à la fin du lycée.
En 1963, il se marie avec Margaret Henrietta Hunter (maintenant Margaret, Lady Kroto).
Il meurt des complications de la maladie de Charcot.

## Carrière
En 1961, il reçoit son Bachelor of Science à Sheffield, puis son doctorat à la même institution. Sa thèse concerne le spectre des radicaux produits par photolyse éclair (rupture de liaison chimique par la lumière)
Entre autres choses telles que la première fabrication de phospha-alcènes (des composés possédant des liaisons doubles carbone-phosphore), ses études doctorales contiennent des recherches non publiées sur le suboxyde de carbone, O=C=C=C=O, ce qui le conduit à s'intéresser aux molécules contenant des chaînes carbonées possédant plusieurs liaisons multiples. Il commence son travail dans le domaine de la chimie organique mais quand il apprend la spectroscopie, il se tourne vers la chimie quantique.
Après ses recherches post-doctorales au Conseil national de recherches Canada et aux Laboratoires Bell aux États-Unis, il commence à enseigner à l'université du Sussex en 1967. Il devient professeur en 1985 et professeur de la Royal Society de 1991 à 2001.
Dans les années 1970, il lance un programme de recherche de chaînes carbonés dans l'espace interstellaire. Des études antérieures ont détecté du cyanoacétylène (H-C≡C-C≡N), le groupe de Kroto cherche des évidences de chaînes similaires plus longues tel que le cyanobutadiyne (H-C≡C-C≡C-C≡N) et le cyanohéxatriyne (H-C≡C-C≡C-C≡C-C≡N) et les découvre en 1975.
L'explication de leurs présences conduit à la découverte de la fullerène, C60. Kroto entend parler des travaux de spectrographie laser de Richard Smalley et de Robert Curl à l'université Rice. Il suggère d'utiliser l'appareillage de Rice pour simuler la chimie qui apparaît dans l'atmosphère des étoiles carbonées.
L'expérience se déroule en septembre 1985 et montre que les étoiles carbonées peuvent produire les chaînes découvertes mais aussi permet la découverte totalement inattendue du C60. Les trois scientifiques ont travaillé avec Jim Heath, Sean O'Brien et Yuan Liu. Le prix Nobel de chimie est partagé par Curl, Kroto et Smalley en 1996.
En 1995, Kroto crée une organisation à but non lucratif, The Vega Science Trust, pour créer des films éducatifs de qualité pour la diffusion télévisée et via Internet. Vega a produit 92 programmes dont 50 ont été diffusés par la BBC aux heures tardives de faibles écoutes. Le nombre d'auditeurs varie entre 300 000 et 600 000.
En 2010, Kroto travaille dans le domaine des nanotechnologies. Il estime qu'il faudra encore 25 ans avant de voir les premières réalisations pratiques dans ce domaine.

## Distinctions et récompenses
Kroto est élu membre de la Royal Society en 1990, anobli chevalier depuis 1996, et reçoit cette même année le prix Nobel de chimie.
L'université de Sheffield, où il a fait ses études, lui décerne le titre de docteur honoris causa.
Le 28 mai 1993, l'université de Hasselt le fait docteur honoris causa.
Le 29 novembre 2004, Kroto annonce qu'il renvoie son doctorat honorifique à l'université d'Exeter pour protester contre la fermeture du département de chimie.
En 2004, il reçoit la médaille Copley.
Le 17 juin 2005, l'université du Surrey le fait docteur honoris causa.
Le 14 décembre 2011, il devient parrain de la promotion 2011 des docteurs de l'université de Poitiers, qui le fait docteur honoris causa.